# فلسفة علم الأحياء

تهتم فلسفة علم الأحياء بدراسة العلاقة بين الأفكار والفروض العلمية التي يتقدم بها العلماء والفلاسفة ومن أقدم من أهتم بمثل هذه الدراسات الفلاسفة اليونان القدماء مثل : طاليس وأناكسيمانس وأكسينوفان والمدرسة الفلسفية الأيونية بشكل محدد وكذلك المدرسة الآيلية في مسألة نشأة الكون.